# Мартін Амергаузер
Мартін Амергаузер (нім. Martin Amerhauser; нар. 23 липня 1974, Зальцбург) — австрійський футболіст, півзахисник. По завершенні ігрової кар'єри — футбольний тренер. Наразі очолює тренерський штаб команди «Вайц».
Як гравець насамперед відомий виступами за клуби «Аустрія» (Зальцбург) та ГАК (Грац), а також національну збірну Австрії.
Триразовий чемпіон Австрії. Триразовий володар Кубка Австрії.

## Клубна кар'єра
У дорослому футболі дебютував 1993 року виступами за команду клубу «Аустрія» (Зальцбург), в якій провів один сезон, взявши участь у 23 матчах чемпіонату. Більшість часу, проведеного у складі зальцбурзької «Аустрії», був основним гравцем команди. За цей час виборов титул чемпіона Австрії.
Протягом 1994—1996 років захищав кольори команди клубу ГАК (Грац).
Своєю грою за останню команду знову привернув увагу представників тренерського штабу клубу «Аустрія» (Зальцбург), до складу якого повернувся 1996 року. Цього разу відіграв за команду із Зальцбурга наступні три сезони своєї ігрової кар'єри. Граючи у складі зальцбурзької «Аустрії» знову здебільшого виходив на поле в основному складі команди. За цей час додав до переліку своїх трофеїв ще один титул чемпіона Австрії.
1999 року повернувся до клубу ГАК (Грац), за який цього разу відіграв 9 сезонів. Тренерським штабом цього клубу знову розглядався як гравець «основи». За цей час додав до переліку своїх трофеїв ще один титул чемпіона Австрії, ставав володарем Кубка Австрії (тричі). Завершив професійну кар'єру футболіста виступами за ГАК у 2008 році

## Виступи за збірну
1998 року дебютував в офіційних матчах у складі національної збірної Австрії. Протягом кар'єри у національній команді, яка тривала загалом 8 років, провів у формі головної команди країни лише 12 матчів, забивши 3 голи.
У складі збірної був учасником чемпіонату світу 1998 року у Франції.

## Кар'єра тренера
Розпочав тренерську кар'єру невдовзі по завершенні кар'єри гравця, 2009 року, увійшовши до тренерського штабу клубу ГАК (Грац).
З 2010 року очолює тренерський штаб нижчолігової команди «Вайц».

## Титули і досягнення
- Чемпіон Австрії (3):

«Аустрія» (Зальцбург): 1993–94, 1996–97
«Грацер»: 2003–04
- Володар Кубка Австрії (3):

«Грацер»: 1999–00, 2001–02, 2003–04
- Володар Суперкубка Австрії (4):

«Аустрія» (Зальцбург): 1994, 1997
«Грацер»: 2000, 2002